# اسکیبرین
اسکیبرین (به لاتین: Skibbereen) یک منطقهٔ مسکونی در جمهوری ایرلند است که در شهرستان کورک واقع شده‌است. اسکیبرین ۲٬۷۷۸ نفر جمعیت دارد.